# Doetinchem
Doetinchem – holenderskie miasto i gmina leżące na wschodzie kraju nad rzeką IJssel.
Miasto znajduje się w regionie Achterhoek będącym częścią prowincji znanej jako Geldria. Doetinchem 1 stycznia 2005 roku zamieszkiwało 56 700 mieszkańców – zatem pod względem ludności jest to największe miasto w Achterhoek. Powierzchnia miasta wynosi 79,66 km² (z czego na zbiorniki wodne przypada 1,50 km²).
Na skutek reorganizacji administracyjnych 1 stycznia 2005 roku do Doetinchem włączona została sąsiednia miejscowość Wehl.